# Чемпіонат Німеччини з хокею 1913
Чемпіонат Німеччини з хокею 1913 — 2-ий регулярний Чемпіонат Німеччини з хокею, чемпіоном став клуб СК Берлін. 
Право брати участь у чемпіонаті отримали всі аматорські команди Німецького Союзу ковзанярів (DEV).

## Група Південь
Матчі відбувались з 25 по 27 січня 1913 року в Мюнхені на ковзанці Унзедшен Айсбанн. Вони проходили в рамках чемпіонату Європи з хокею із шайбою 1913 року. 

### 1 раунд
- МТВ Мюнхен 1879 — Мюнхенер ЕВ 29:0
- Мюнхенер СК — СК Монахія Мюнхен 18:0

### 2 раунд
- МТВ Мюнхен 1879 — Мюнхенер СК 3:9

Клуб Мюнхенер СК був дискваліфікований у зв'язку з участю іноземних гравців.

### 3 раунд
- Мюнхенер СК — ДЕХК Прага 5:2

## Група Північ
Матч пройшов 19 січня.
- СК Берлін — СК Шарлоттенбург 5:3

## Фінал
- 19 березня СК Берлін — МТВ Мюнхен 1879 4:0

## Склад чемпіонів
Склад СК Берлін: Блізенер, Вальтер Закс, Еміль Якоб, Альфред Штайнке, Ланге, Чарлі Георг Гартлі, Георгі.